# Boubaker El Akhzouri
Boubaker El Akhzouri (arabe : بوبكر الأخزوري), né le 1er novembre 1948 à Beni Khedache, est un théologien et homme politique tunisien.

## Biographie
Il est nommé le 10 novembre 2004 comme ministre des Affaires religieuses dans le gouvernement Ghannouchi, à la place de Jalloul Jeribi. Dans une interview à Assabah, il déclare que le hidjab n'est pas conforme aux traditions tunisiennes, ce qui suscite une importante polémique dans les médias arabes, la majorité d'entre eux critiquant ses propos.
À la suite des troubles dans la région de Sidi Bouzid, un remaniement ministériel est décidé le 29 décembre 2010 et voit le remplacement d'El Akhzouri par Kamel Omrane.
La chambre des mises en accusation près la cour d'appel de Tunis émet le 8 juin 2012 un mandat de dépôt à l'encontre d'El Akhzouri, sur fond de l'affaire Mountazah Gammarth, du nom d'une société accusée d'avoir détourné pour son compte des visas pour le pèlerinage et la oumra dans le quota du ministère des Affaires religieuses,. Ses filles Afra et Takwa protestent publiquement contre cette décision,.